# Anthurium aristatum
Anthurium aristatum Sodiro, 1902 è una pianta della famiglia delle Aracee, endemica dell'Ecuador.

## Distribuzione e habitat
È una specie epifita che cresce nella foresta amazzonica e sulle Ande.

## Conservazione
La Lista rossa IUCN classifica Anthurium aristatum come specie prossima alla minaccia di estinzione (Near Threatened). È minacciata dalla distruzione del suo habitat.